# Кандагар (фильм, 2001)
«Кандага́р» (англ. Kandahar) — художественный фильм, частично основанный на реальных событиях, иранского режиссёра Мохсена Махмальбафа, вышедший в 2001 году. Также известен под названиями Safar-e Ghandehar (Путешествие в Кандагар) и The Sun Behind the Moon (Луна закрывает Солнце).

## Сюжет
Канадка афганского происхождения Нафас (Нелофер Пазира) получает письмо из Афганистана от своей сестры, которая хочет совершить самоубийство в день последнего солнечного затмения второго тысячелетия. Нафас нелегально возвращается на родину, и двигается в Кандагар, сопровождаемая сначала подростком, отчисленным из школы (Qur’anic school), а затем афроамериканцем (с фальшивой бородой), недавно обращённым в ислам. По мере своего путешествия Нафас с ужасом узнаёт всё больше и больше о талибанском Афганистане, о порядках, теперь царящих здесь: дети-мародёры, обилие безногих, подорвавшихся на минных полях, запрет на песни и танцы, и многое другое… Все свои мысли по этому поводу Нафас записывает на диктофон.

## Создание
Бо́льшей частью фильм снимался в Иране, но некоторые сцены были отсняты на территории Афганистана. Многие актёры, включая Нелофер Пазиру, сыграли сами себя. Фильм вышел на персидском, английском, польском языках, на языке пушту.
В ролях:
| Актёр                            | Роль        |
| -------------------------------- | ----------- |
| Нелофер Пазира                   | Нафас       |
| Давуд Салахуддин (Хассан Тантай) | Табиб Сахид |
| Садоу Теймоури                   | Хак         |
| Хоятала Хакими                   | Хаят        |
| Ике Огут                         | Нагхадар    |

Съёмочная группа:
Режиссёр: Мохсен Махмальбаф
Автор сценария: Мохсен Махмальбаф
Продюсер: Мохсен Махмальбаф
Композитор: Мохаммад Реза Дарвиши
Монтаж: Мохсен Махмальбаф
Художник: Акбар Мешкини
Оператор: Хоссейн Амири

## Факты
- Впервые фильм был представлен 11 мая 2001 года на Каннском фестивале[7], и поначалу не снискал особой популярности. Однако, после событий 11 сентября, случившихся вскоре, обрёл значительную известность.
- В течение 2001—2003 гг. фильм 9 раз номинировался на разнообразные награды, и выиграл три из них[8].
- Премьерный показ в разных странах[4]:
  - Франция: Каннский кинофестиваль — 11 мая 2001 года; широкий экран — 24 октября 2001
  - Великобритания: Эдинбургский кинофестиваль — 15 августа 2001 года; широкий экран — 16 ноября 2001
  - Канада: Международный кинофестиваль в Торонто — 8 сентября 2001 года; Международный кинофестиваль в Ванкувере — 30 сентября 2001 года
  - Испания: Международный кинофестиваль в Вальядолиде — 26 октября 2001 года; широкий экран — 23 ноября 2001 года
  - Греция: Международный кинофестиваль в Салониках — 10 ноября 2001 года; широкий экран — 23 ноября 2001 года
  - Южная Корея: Международный кинофестиваль в Пусане — 11 ноября 2001 года; широкий экран — 1 марта 2002 года
  - США: широкий экран (Нью-Йорк) — 14 декабря 2001 года; кинофестиваль в Висконсине — 4 апреля 2002 года
  - Швеция: кинофестиваль в Гётеборге — 26 января 2002 года; широкий экран — 1 февраля 2002 года
- В прокате в США длительность фильма сокращена на 4 минуты[5].